# Peabody (Massachusetts)
Peabody és una població dels Estats Units a l'estat de Massachusetts. Segons el cens del 2009 tenia 54.000 habitants.

## Demografia
Segons el cens del 2000, Peabody tenia 48.129 habitants, 18.581 habitatges, i 12.988 famílies. La densitat de població era de 1.133,1 habitants/km².
Dels 18.581 habitatges en un 29,7% hi vivien nens de menys de 18 anys, en un 55,9% hi vivien parelles casades, en un 10,4% dones solteres, i en un 30,1% no eren unitats familiars. En el 25,4% dels habitatges hi vivien persones soles el 12,2% de les quals corresponia a persones de 65 anys o més que vivien soles. El nombre mitjà de persones vivint en cada habitatge era de 2,55 i el nombre mitjà de persones que vivien en cada família era de 3,09.
Per edats la població es repartia de la següent manera: un 22,3% tenia menys de 18 anys, un 6,2% entre 18 i 24, un 29,4% entre 25 i 44, un 24,7% de 45 a 60 i un 17,4% 65 anys o més.
L'edat mediana era de 40 anys. Per cada 100 dones de 18 o més anys hi havia 88,7 homes.
La renda mediana per habitatge era de 54.829 $ i la renda mediana per família de 65.483$. Els homes tenien una renda mediana de 44.192 $ mentre que les dones 32.152$. La renda per capita de la població era de 24.827$. Entorn del 3,7% de les famílies i el 5,3% de la població estaven per davall del llindar de pobresa.

## Poblacions més properes
El següent diagrama mostra les poblacions més properes.